# 邸店
邸店（ていてん）とは、唐以後の中国の都市において発達した施設で、大規模な宿泊施設（旅館）に倉庫機能が付属したものを指す。

## 概要
商品経済が発達すると、遠方からの商人（行商。客商ともいう）が都市に長期間にわたって滞在して大量の商品を売買する例が増加するようになった。そうした長期滞在客である行商たちのための便宜を図るために、宿泊施設に併設される形で商品を保管するための倉庫が置かれ、時には仲介業務も行った。「邸」「店」には、旅館・倉庫・商店などの意味があったが、商店の場合には「肆」（し/いちぐら）や「舗」などの呼称が用いられる場合が多かったために、「邸」や「店」をもって旅館・倉庫を意味することが多かった（「酒店」・「飯店」という言葉が、中国で「ホテル」の意味で用いられるのは、このことに由来する）。このために、旅館と倉庫が組み合わさった施設を「邸店」と称したのである。
南北朝時代から、公的な邸店は存在していたが、唐代に入ると商品経済の発達と都市の人口増大に伴い消費が拡大した。そのため、過所（公験）と呼ばれる官庁発行の身分証明書を帯びた行商が都市に長期滞在することが多くなり、在地の商人（坐商、坐賈）が民間経営する邸店が多く出現する。邸店は、都市の市を囲む土塀（四方を土塀に囲まれた区画を坊という、市も坊の一種であった）の内側に沿って並んで作られていた。行商たちは邸店の宿に泊まり、倉庫に荷物を下ろす。他所から来た商人は、在地の商人を通じて商いを行う一方で、通りに面した邸店の倉庫の前で商品を並べて販売した。邸店は全国の各都市や草市、農村にも普及した。
宿屋としては、部屋は相部屋が一般的で、個室も存在した。相部屋には中央に炉が置かれ、ベッドが周りに置かれていた。また、食堂が設けられ、テーブルに集まって食事ができるような場所も多かった。倉庫業は一般の旅行者の荷物や路用の銭も保管するが、主要は行商の商品の保管であった。顧客は行商だけではなく、地方を往復する官僚で駅舎を利用しないものや、藩鎮や地方官を渡り歩く職を探す知識人、科挙や遊学のために都市を往来する書生などがいた。行商の比重は大きかったので、彼らの交易を助けるために、邸店は次第に、車馬や船舶の斡旋、運送業、取引売買の斡旋や委託売買を兼業するようになった。その中でも銭貨の預かりや金融を行うものが、櫃坊となった。
邸店は在地の大商人が行うことが多く、王侯貴族も経営を行った。玄宗期に王侯貴族の経営が禁止されたが、徹底されなかった。そのため、宣宗時代には、貴族や官僚が経営する邸店にも課税された。邸店の発達は商業の発達と連動し、抑制は難しかった。また、唐の都・長安ではウイグル商人やソグド人らの西域の商人が邸店を経営し、多くの利益を上げるに至った。
商業や交易が発達するにつれて、現金方式では不便を生じた。そのため、邸店が分化して、唐代中期から行商のために、専用で銭貨を預かる櫃坊が生まれた。邸店は櫃坊に転業し、あるいは兼ねるに至った。櫃坊は、行商の銭貨を預かるだけでなく、寄託賃をとり、行商の商品を担保として支払いを代行した。櫃坊は、現金方式の不便を解消し、商業の発展をうながした。
更に、安史の乱以降は、地方においても、藩鎮などの地方権力もその利潤の高さに注目して、軍需を名目として、直接経営の邸店を設置して、商人たちを強制的に宿泊させて取引仲介にまで関与することで2重・3重の利益獲得をする例もあった。この傾向は五代十国時代に引き継がれ、首都や交通の要所に官営の邸店を置く王朝もあった。